# Kinh tế thể thao

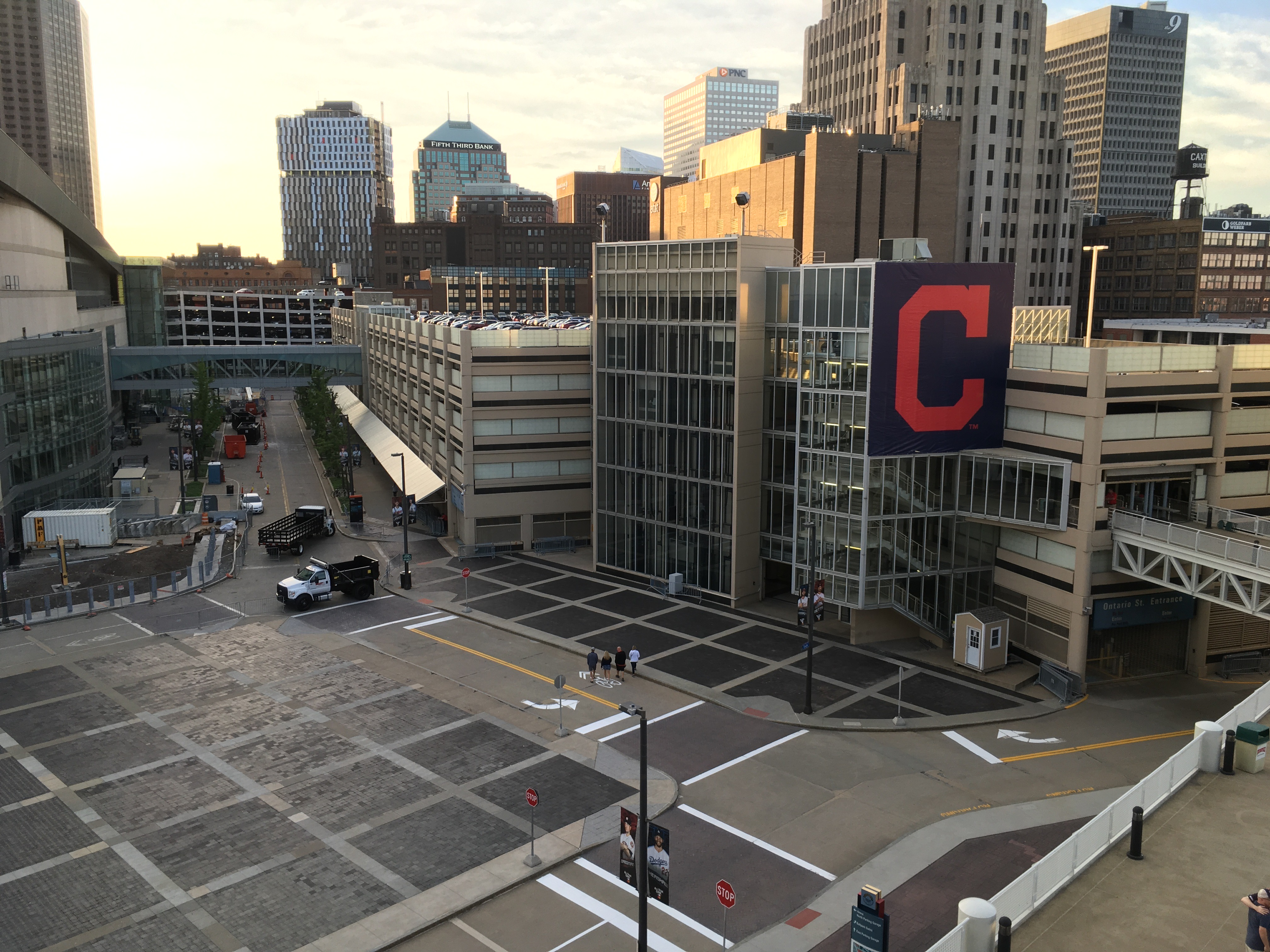
Một công trình tòa nhà phức hợp thể thao và giải trí Gateway

Kinh tế thể thao (Sports economics) là một ngành của kinh tế tập trung vào mối quan hệ giữa yếu tố kinh tế với thể thao. Kinh tế thể thao bao gồm cả những cách mà các nhà kinh tế có thể nghiên cứu các thể chế thể thao đặc biệt và những cách mà thể thao có thể cho phép các nhà kinh tế nghiên cứu nhiều chủ đề, bao gồm phân biệt đối xử và pháp luật chống độc quyền. Nền tảng lý thuyết của ngành này chủ yếu dựa trên kinh tế vi mô. Tính đến năm 2006, có khoảng 100 đến 120 giáo sư đại học giảng dạy các khóa học kinh tế thể thao. Tính đến năm 2024, có một số địa điểm quan trọng nơi kinh tế thể thao được giảng dạy và nghiên cứu từ một nhóm giảng viên. Bao gồm Bielefeld, Cork, Liverpool, Reading và Zurich ở châu Âu, cũng như Michigan và West Virginia ở Hoa Kỳ. Cộng đồng thường họp hàng năm với các sự kiện uy tín bao gồm Hội nghị Hiệp hội các nhà kinh tế thể thao Bắc Mỹ (NAASE) và Hội nghị Hiệp hội kinh tế thể thao Châu Âu (ESEA). Simon Rottenberg được cho là người đầu tiên viết một bài báo khoa học trong lĩnh vực kinh tế thể thao khi ông viết bài báo năm 1956 về Giả thuyết về sự không chắc chắn của kết quả. Trong bài báo này, Rottenberg nhấn mạnh mối quan hệ giữa việc tham dự các trận đấu bóng chày với những thứ như giá cả, các hoạt động thay thế, đội bóng giỏi như thế nào, thị trường mà đội bóng tham gia lớn như thế nào.

## Đại cương
Kinh tế thể thao là một bộ phận của nền kinh tế quốc dân, dịch vụ thể dục thể thao, cung cấp hàng hóa cho nhu cầu xã hội với mục đích là thu hoặc là không thu lợi nhuận. Trong nền kinh tế thị trường, kinh tế thể thao hiện hữu với tư cách là một ngành công nghiệp được gọi là công nghiệp thể thao (Sport industry). Kinh tế thể thao theo như nghĩa rộng sẽ gồm có những hoạt động kinh tế có liên quan đến hoạt động thể dục thể thao như thi đấu, luyện tập, gián tiếp phục vụ từng hoạt động thể dục thể thao như sản xuất và cung cấp những dịch vụ hàng hóa hay các dịch vụ có liên quan đến thể dục thể thao. Các loại hình kinh doanh dịch vụ rất phát triển như du lịch thể thao, hàng hóa thể thao, hoạt động thể thao nghiệp dư và nhà nghề, tài trợ thể thao. Theo nghĩa hẹp, kinh tế thể thao chỉ bao gồm các hoạt động kinh tế liên quan trực tiếp đến hoạt động thể thao. Kinh tế thể thao theo nghĩa rộng bao gồm các hoạt động kinh tế liên quan trực tiếp đến hoạt động thể dục thể thao (tập luyện, thi đấu, phục hồi) cũng như gián tiếp phục vụ cho các hoạt động thể thao như sản xuất, cung ứng, cung cấp các dịch vụ hàng hóa, dịch vụ liên quan đến thể dục thể thao (trang thiết bị tập luyện, dinh dưỡng thể thao, truyền thông, tiếp thị, cá cược, chứng khoán). Dịch vụ thi đấu thể thao là loại dịch vụ tổng hợp đặc biệt, vì nó bao gồm nhiều loại dịch vụ thu lợi nhuận ngày càng lớn liên quan đến nhiều quốc gia như dịch vụ lao động (chuyển nhượng cầu thủ), dịch vụ du lịch, quảng cáo, truyền thanh, truyền hình, chứng khoán.
Các quốc gia tận dụng cơ hội đăng cai các giải thể thao quốc tế lớn để tạo dựng hình ảnh đất nước, phát triển các dịch vụ hàng hóa thể thao, củng cố, cải thiện kết cấu hạ tầng cho thể thao, bản quyền truyền thông, du lịch. Khu vực châu Á - Thái Bình Dương được đánh giá là khu vực dẫn đầu về tăng trưởng kinh tế thể thao, đạt mức tăng trưởng trung bình 9,4%, cao hơn nhiều so với khu vực Bắc Mỹ và châu Âu. Trong khi những quốc gia hàng đầu thế giới có thị trường kinh tế thể thao lên đến hàng tỉ đô la Mỹ thì ở Việt Nam chưa phát triển được như kỳ vọng, tại Việt Nam, trong rất nhiều năm, thể dục thể thao đang được xem như là một lĩnh vực hoạt động xã hội mang tính phi kinh tế, phi lợi nhuận, phi kinh doanh. Những vấn đề cốt lõi của ngành thể thao như mối quan hệ giữa cơ quan quản lý nhà nước, các hội thể thao quốc gia và các nhà tổ chức, tác động kinh tế của việc tổ chức các sự kiện thể thao lớn, khai thác giá trị thương mại của các giải đấu thể thao. Cân bằng cạnh tranh là một trong những ý tưởng quan trọng nhất trong kinh tế thể thao. Ý tưởng này, nói chung, đề cập đến việc so sánh chiến thắng giữa tất cả các đội trong một giải đấu. Liên quan đến sự cân bằng cạnh tranh là sự hiểu biết về các giải đấu khác nhau và các mục tiêu của đội khác nhau trong các giải đấu đó. Hiểu được cấu trúc sở hữu và động cơ của nhân viên văn phòng thông qua các quyết định tài chính sẽ tiết lộ liệu một đội bóng chỉ muốn tạo ra lợi nhuận, cố gắng giành chức vô địch hay một điều gì đó hoàn toàn khác. Hiểu được hành vi của con người thông qua dữ liệu là ý tưởng trung tâm của kinh tế học và cũng áp dụng cho kinh tế học thể thao.